# 2014 SN373
2014 SN373 est un objet transneptunien de magnitude absolue 6,76 classé comme objet épars, découvert en 2014.

## Caractéristiques
2014 SN373 mesure environ 170 km de diamètre.